# Callitriche occidentalis
Callitriche occidentalis là một loài thực vật có hoa trong họ Mã đề. Loài này được Hegelm. mô tả khoa học đầu tiên năm 1864.